# Llista de medallistes olímpics de bàdminton
Aquesta és una llista dels medallistes olímpics de bàdminton:

## Medallistes

### Categoria masculina

#### Individual masculí
| Proves                 | Or                     | Plata                    | Bronze                         |
| 1992 Barcelona detalls | Alan Budikusuma (INA)  | Ardy Wiranata (INA)      | Thomas Stuer-Lauridsen (DEN)   |
| 1992 Barcelona detalls | Alan Budikusuma (INA)  | Ardy Wiranata (INA)      | Hermawan Susanto (INA)         |
| 1996 Atlanta detalls   | Poul-Erik Larsen (DEN) | Dong Jiong (CHN)         | Rashid Sidek (MAS)             |
| 2000 Sydney detalls    | Ji Xinpeng (CHN)       | Hendrawan (INA)          | Xia Xuanze (CHN)               |
| 2004 Atenes detalls    | Taufik Hidayat (INA)   | Shon Seung-mo (KOR)      | Sony Dwi Kuncoro (INA)         |
| 2008 Pequín detalls    | Lin Dan (CHN)          | Lee Chong Wei (MAS)      | Chen Jin (CHN)                 |
| 2012 Londres detalls   | Lin Dan (CHN)          | Lee Chong Wei (MAS)      | Chen Long (CHN)                |
| 2016 Rio detalls       | Chen Long (CHN)        | Lee Chong Wei (MAS)      | Viktor Axelsen (DEN)           |
| 2020 Tòquio detalls    | Viktor Axelsen (DEN)   | Chen Long (CHN)          | Anthony Sinisuka Ginting (INA) |
| 2024 París detalls     | Viktor Axelsen (DEN)   | Kunlavut Vitidsarn (THA) | Lee Zii Jia (MAS)              |

#### Dobles masculins
| Proves                 | Or                                        | Plata                                     | Bronze                                     |
| 1992 Barcelona detalls | Corea del SudKim Moon-soo · Park Joo-bong | IndonèsiaRudy Gunawan · Eddy Hartono      | R.P. de la XinaLi Yongbo · Tian Bingyi     |
| 1992 Barcelona detalls | Corea del SudKim Moon-soo · Park Joo-bong | IndonèsiaRudy Gunawan · Eddy Hartono      | MalàisiaJalani Sidek · Razif Sidek         |
| 1996 Atlanta detalls   | IndonèsiaRexy Mainaky · Ricky Subagja     | MalàisiaCheah Soon Kit · Yap Kim Hock     | IndonèsiaAntonius Ariantho · Denny Kantono |
| 2000 Sydney detalls    | IndonèsiaTony Gunawan · Candra Wijaya     | Corea del SudLee Dong-soo · Yoo Yong-sung | Corea del SudHa Tae-kwon · Kim Dong-moon   |
| 2004 Atenes detalls    | Corea del SudHa Tae-kwon · Kim Dong-moon  | Corea del SudLee Dong-soo · Yoo Yong-sung | IndonèsiaEng Hian · Flandy Limpele         |
| 2008 Pequín detalls    | IndonèsiaMarkis Kido · Hendra Setiawan    | R.P. de la XinaCai Yun · Fu Haifeng       | IndonèsiaHwang Ji-man · Lee Jae-jin        |
| 2012 Londres detalls   | R.P. de la XinaCai Yun · Fu Haifeng       | DinamarcaMathias Boe · Carsten Mogensen   | Corea del SudJung Jae-sung · Lee Yong-dae  |
| 2016 Rio detalls       | R.P. de la XinaZhang Nan · Fu Haifeng     | MalàisiaGoh V Shem · Tan Wee Kiong        | Regne UnitChris Langridge · Marcus Ellis   |
| 2020 Tòquio detalls    | Xina TaipeiLee Yang · Wang Chi-lin        | R.P. de la XinaLi Junhui · Liu Yuchen     | MalàisiaAaron Chia · Soh Wooi Yik          |
| 2024 París detalls     | Xina TaipeiLee Yang · Wang Chi-lin        | R.P. de la XinaLiang Weikeng · Wang Chang | MalàisiaAaron Chia · Soh Wooi Yik          |

### Categoria femenina

#### Individual femení
| Proves                 | Or                   | Plata                | Bronze                         |
| 1992 Barcelona detalls | Susi Susanti (INA)   | Bang Soo-hyun (KOR)  | Huang Hua (CHN)                |
| 1992 Barcelona detalls | Susi Susanti (INA)   | Bang Soo-hyun (KOR)  | Tang Jiuhong (CHN)             |
| 1996 Atlanta detalls   | Bang Soo-hyun (KOR)  | Mia Audina (INA)     | Susi Susanti (INA)             |
| 2000 Sydney detalls    | Gong Zhichao (CHN)   | Camilla Martin (DEN) | Ye Zhaoying (CHN)              |
| 2004 Atenes detalls    | Zhang Ning (CHN)     | Mia Audina (NED)     | Zhou Mi (CHN)                  |
| 2008 Pequín detalls    | Zhang Ning (CHN)     | Xie Xingfang (CHN)   | Maria Kristin Yulianti (INA)   |
| 2012 Londres detalls   | Li Xuerui (CHN)      | Wang Yihan (CHN)     | Saina Nehwal (IND)             |
| 2016 Rio detalls       | Carolina Marín (ESP) | P.V. Sindhu (IND)    | Nozomi Okuhara (JAP)           |
| 2020 Tòquio detalls    | Chen Yufei (CHN)     | Tai Tzu-ying (TPE)   | Pusarla Venkata Sindhu (IND)   |
| 2024 París detalls     | An Se-young (KOR)    | He Bingjiao (CHN)    | Gregoria Mariska Tunjung (INA) |

#### Dobles femenins
| Proves                 | Or                                            | Plata                                              | Bronze                                        |
| 1992 Barcelona detalls | Corea del SudChung So-Young · Hwang Hye-Young | R.P. de la XinaGuan Weizhen · Nong Qunhua          | Corea del SudGil Young-ah · Shim Eun-jung     |
| 1992 Barcelona detalls | Corea del SudChung So-Young · Hwang Hye-Young | R.P. de la XinaGuan Weizhen · Nong Qunhua          | R.P. de la XinaLin Yanfen · Yao Fen           |
| 1996 Atlanta detalls   | R.P. de la XinaGe Fei · Gu Jun                | Corea del SudGil Young-Ah · Jang Hye-Ock           | R.P. de la XinaQin Yiyuan · Tang Yongshu      |
| 2000 Sydney detalls    | R.P. de la XinaGe Fei · Gu Jun                | R.P. de la XinaHuang Nanyan · Yang Wei             | R.P. de la XinaGao Ling · Qin Yiyuan          |
| 2004 Atenes detalls    | R.P. de la XinaYang Wei · Zhang Jiewen        | R.P. de la XinaGao Ling · Huang Sui                | Corea del SudLee Kyung-Won · Ra Kyung-Min     |
| 2008 Pequín detalls    | R.P. de la XinaDu Jing · Yu Yang              | Corea del SudLee Hyo-Jung · Lee Kyung-Won          | R.P. de la XinaWei Yili · Zhang Yawen         |
| 2012 Londres detalls   | R.P. de la XinaTian Qing · Zhao Yunlei        | JapóMizuki Fujii · Reika Kakiiwa                   | RússiaValeria Sorokina · Nina Vislova         |
| 2016 Rio detalls       | JapóAyaka Takahashi · Misaki Matsutomo        | DinamarcaKamilla Rytter Juhl · Christinna Pedersen | Corea del SudJung Kyung-Eun · Shin Seung-Chan |
| 2020 Tòquio detalls    | IndonèsiaGreysia Polii · Apriyani Rahayu      | R.P. de la XinaChen Qingchen · Jia Yifan           | Corea del SudKim So-yeong · Kong Hee-yong     |
| 2024 París detalls     | R.P. de la XinaChen Qingchen · Jia Yifan      | R.P. de la XinaLiu Shengshu · Tan Ning             | Corea del SudNami Matsuyama · Chiharu Shida   |

### Categoria mixta

#### Dobles mixtos
| Proves               | Or                                         | Plata                                      | Bronze                                                 |
| 1996 Atlanta detalls | Corea del SudGil Young-ah · Kim Dong-moon  | Corea del SudPark Joo-bong · Ra Kyung-min  | R.P. de la XinaLiu Jianjun · Sun Man                   |
| 2000 Sydney detalls  | R.P. de la XinaGao Ling · Zhang Jun        | IndonèsiaTri Kusharjanto · Minarti Timur   | Regne UnitSimon Archer · Joanne Goode                  |
| 2004 Atenes detalls  | R.P. de la XinaGao Ling · Zhang Jun        | Regne UnitGail Emms · Nathan Robertson     | DinamarcaJens Eriksen · Mette Schjoldager              |
| 2008 Pequín detalls  | Corea del SudLee Hyo-jung · Lee Yong-dae   | IndonèsiaLilyana Natsir · Nova Widianto    | R.P. de la XinaHe Hanbin · Yu Yang                     |
| 2012 Londres detalls | R.P. de la XinaZhang Nan · Zhao Yunlei     | R.P. de la XinaXu Chen · Ma Jin            | DinamarcaJoachim Fischer Nielsen · Christinna Pedersen |
| 2016 Rio detalls     | IndonèsiaTontowi Ahmad · Lilyana Natsir    | MalàisiaChan Peng Soon · Goh Liu Ying      | R.P. de la XinaZhang Nan · Zhao Yunlei                 |
| 2020 Tòquio detalls  | R.P. de la XinaWang Yilyu · Huang Dongping | R.P. de la XinaZheng Siwei · Huang Yaqiong | JapóYuta Watanabe · Arisa Higashino                    |
| 2024 París detalls   | R.P. de la XinaZheng Siwei · Huang Yaqiong | Corea del SudKim Won-ho · Jeong Na-eun     | JapóYuta Watanabe · Arisa Higashino                    |